# Музей Плоской Земли
Музей Плоской Земли (англ. Museum of the Flat Earth) — небольшой музей, посвящённый истории Канадского общества Плоской Земли (Canadian Flat Earth Society), расположенный на острове Фого, Ньюфаундленд. В музее представлены различные исторические коллекции, рассказывающие о жизни Бартоломью Сикера, а также других людей, связанных с Канадским обществом плоской Земли, и ряд более современных экспозиций, посвящённых дебатам вокруг идеи плоской Земли.
Музей берет свое начало с возрождения в 1970-х годах Общества плоской Земли Канады группой учёных, в которую входили Лео Феррари, Олден Наулан и Рэй Фрейзер. Однако в начале 1980-х годов деятельность Общества пошла на спад, и оно было возрождено только в 2003 году независимой исследовательницей Айрис Тейлор в результате нескольких визитов на остров Фого и обширных исследований в архивах Университета Нью-Брансуика.